# Xã Piney Fork, Quận Sharp, Arkansas
Xã Piney Fork (tiếng Anh: Piney Fork Township) là một xã thuộc quận Sharp, tiểu bang Arkansas, Hoa Kỳ. Năm 2010, dân số của xã này là 944 người.